# مراقب الحريق

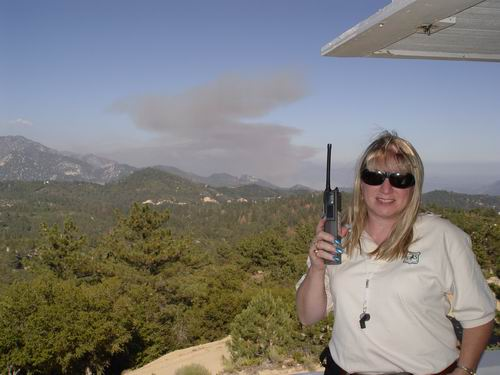
الإبلاغ عن الدخان في البرية هو واجب مراقب الحرائق

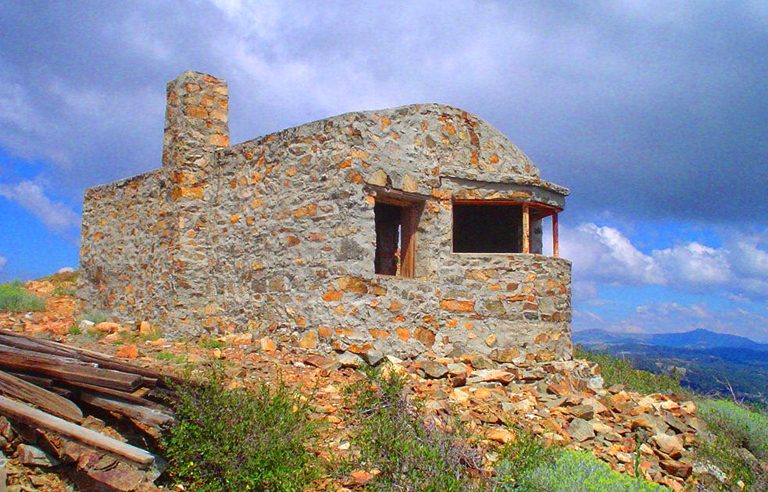
محطة مراقبة الحرائق بنيت في عام 1909 على الجبل الأحمر فوق سيسكو ، كاليفورنيا. (تم التخلي عنها عام 1934

مراقب الحريق (يسمى أيضا مشاهد الحريق) هو شخص مكلف للبحث عن النار من فوق مبنى يعرف باسم برج مراقبة الحريق. وتستخدم هذه الأبراج في المناطق النائية التي عادة ما تكون على قمم الجبال العالية التي يمكن ان تكشف جميع التضاريس المحيطة بها، وذلك لتحديد الدخان الناتج عن حريق هائل.
بمجرد اكتشاف حريق محتمل، يتم نقل «تقارير الدخان» أو «لقطات المَرقب» إلى مركز اتصالات الطوارئ المحلي (ECC)، غالبًا بواسطة الراديو أو الهاتف. يمكن أن يستخدم مُراقب الحريق جهازًا يُعرف Osborne Firefinder للحصول على درجات نصف قطرية خارج البرج، والمسافة المقدرة من البرج إلى الحريق.
ويشمل جزء من واجبات المُراقب أخذ قراءات الطقس وإبلاغ مركز الاتصالات في حالات الطوارئ على مدار اليوم.وفي كثير من الأحيان تتداخل لقطات المرقب في منطقة الحريق مما يوفر قراءة واضحة وبالتالي يسمح لمركز اتصالات الطوارئ باستخدام تثليث (هندسة رياضية) للوصول إلى احداثيات موقع الحريق بدقة.
وما أن تنشط الطواقم الأرضية وطائرات إطفاء الحرائق في إخماد الحرائق، يواصل أفراد المراقبة البحث عن أعمدة دخان جديدة قد تشير إلى وجود اماكن اندلاع حريق آخر قد تشكل خطر على الطواقم الأرضية.
إن العمل في برج مراقبة الحرائق في وسط منطقة برية يتطلب نوعاً من قوة الشخصية، التي تمكن صاحبها من العمل بدون إشراف ويستطيع البقاء بدون أي تفاعل بشري آخر.بعض الأبراج يمكن الوصول إليها بالسيارة، ولكن البعض الآخر بعيد جدا يجب أن يوضع المرصد في مكان عالي أو ان يتم رفعه باستخدام مروحية، وفي العديد من المواقع لا يوجد كهرباء أو مياه جارية حتى في أبراج مراقبة الحرائق الحديثة.
معظم أعمال مراقبة الحرائق موسمية خلال موسم الحريق. يمكن أن يكون المراقبون من ذوي الأجور أو من المتطوعين. وقد بدأت بعض المنظمات التطوعية في الولايات المتحدة في إعادة بناء أبراج مراقبة الحرائق القديمة واستعادتها وتشغيلها.

## البلدان التي تستخدم نقاط مراقبة الحرائق
- الولايات المتحدة الأمريكية
- كندا[1])
- المكسيك
- الاوروغواي
- البرازيل
- اليونان
- أستراليا
- نيوزيلاندا
- هونغ كونغ
- إندونيسيا
- فرنسا
- إيطاليا
- البرتغال
- قبرص
- إسبانيا
- ألمانيا
- لاتفيا
- ليتوانيا
- إسرائيل
- روسيا
- كازاخستان
- جنوب أفريقيا

## أبرز مراقبي الحرائق
هالي مورس داغيت – أول امرأة تبحث عن حريق في دائرة الغابات الأميركية.
هيلين دووي – مَرقب منطقة رأس ديفيل في غابة بايك الوطنية (1918).
رامونا ميروين والعائلة – جبل فيتر، رفعت عائلتها في المرقب.
هوارد «ريكت» غاردنر وكيث ف. جونسون «الغارة الجوية للمَرقب» هجوم غير معروف للطائرات اليابانية من ولاية أوريغون، الولايات المتحدة الأمريكية خلال الحرب العالمية الثانية.
روي سوليفان، عمل كمُراقب ٍ للحريق في حياته المهنية المبكرة كأميركي.حارس الحديقة الوطنية، ولكنه اشتهر بحصوله على رقم قياسي عالمي للنجاة من سبع ضربات برق خلال حياته.
جاك كيرواك، الذي تتضمن كتبه «المتشردون الدارما» و«ملائكة الخراب» و«المسافر الوحيد» روايات عن وظيفته كمراقبة للحريق في قمة الخراب في الشلالات الشمالية خلال صيف عام 1956.
إدوارد دير، الذي كان يبحث عن النار في جبل هاركنس (1966; حديقة لاسن الوطنية)، أتاكوسا (1968؛ غابة كورونادو الوطنية)، نورث ريم (1969-1971؛ حديقة جراند كانيون الوطنية)، نوما ريدج (1975; الحديقة الوطنية الجليدية)، وقمة أزتيك (1977-1979؛ غابة تونتو الوطنية).
دوغ بيكوك، الذي كان مُراقب للحريق في هاكلبيري و«مالدلوك» في الحديقة الوطنية الجليدية من عام 1976 إلى عام 1984.
غاري سنايدر، الذي كان مُراقب للحريق في قمة كريتر وجبل ساوردو في الشلالات الشمالية.
فيليب ويلين، الذي كان مُراقب للحريق في جبل ساوردو وجبل سوك في الشلالات الشمالية.
نورمان ماكلين، الذي سجل تجربته في USFS 1919: الحارس، الطباخ، وحفرة في السماء.
فيليب كونورز، كاتب.
كان توماس ويليام آه تشو أستراليًا صينيًا عاش في فيلا موسكو النائية في أربعينيات القرن العشرين.
راشيل ليندجرين، بطل الخطر.

## في الثقافة الشعبية
لعبة الفيديو 2016 Firewatch تتبع قصة مُترقب الحريق هنري في غابة شوشون الوطنية بعد حرائق يلوستون عام 1988 .

## معلومات إضافية
- National Historic Lookout Register
- Former Fire Lookout Register
- Forest Fire Lookout Association
- California fire lookouts
- Lookout Charley, an online photo weblog of a USFS Volunteer Fire Lookout at Vetter Mountain, California نسخة محفوظة 14 يونيو 2006 على موقع واي باك مشين.

## روابط خارجية
- Fire Lookouts (US Forest Service History Pages, جمعية تاريخ الغابات)
- Ontario's Fire Tower Lookouts: Preserving their history
- Angeles National Forest Fire Lookout Association (Los Angeles, CA)
- Forest Fire Lookout Association
- Portugal Fire Tower Lookouts- click on the dots to see photos of each tower نسخة محفوظة 10 أغسطس 2006 على موقع واي باك مشين.
- Lookout Vistas
- Fire Tower Lookouts in Australia
- The Fire Towers of New York
- "A Day in the Life of a Fire Lookout" in Marin County, California